# Liste der Deutschen Meister im Speerwurf
Der Speerwurf gehört zu den Wettbewerben, die bei den  Olympischen Spielen von Anfang an auf dem Programm standen. Die erzielten Weiten steigerten sich im Laufe der Jahre so sehr, dass manche Sportplätze zu klein für den Wettbewerb wurden – Uwe Hohn hatte den Weltrekord im Jahr 1984 auf 104,80 m verbessert. So verlegte man den Schwerpunkt der Speere weiter nach vorne. Dadurch flogen sie nicht mehr so weit. Darüber hinaus wurde die Weitenmessung einfacher, weil bei der Landung der Wurfgeräte ein deutlicher Eindruck hinterlassen wurde, was vorher häufig nicht der Fall war. Die veränderten Vorschriften traten bei den Männern 1986 und bei den Frauen 1999 in Kraft, wodurch sich die ab diesen jeweiligen Terminen reduzierten Weiten erklären.
Der Speerwurf wurde innerhalb der Deutschen Leichtathletik-Meisterschaften für die Männer erstmals 1911 durchgeführt. 1914, 1944 und 1945 fanden kriegsbedingt keine Deutschen Meisterschaften statt. Bei den Frauen kam die Disziplin bei ihren dritten offiziellen Deutschen Meisterschaften im Jahre 1922 ins Programm.
1924 bis 1928 wurde bei den Männern zusätzlich der Meister im beidarmigen Speerwurf ermittelt. Zur Weite des bereits gewerteten Wurfes mit dem besseren Arm wurde hierzu die mit dem schwächeren Arm erzielte Weite hinzu addiert.

## Deutsche Meisterschaftsrekorde
| Männer | 89,55 m | Andreas Hofmann (MTG Mannheim)     | Nürnberg | 22. Juli 2018 |
| Frauen | 68,86 m | Christina Obergföll (LG Offenburg) | Kassel   | 23. Juli 2011 |

## Gesamtdeutsche Meister seit 1991 (DLV)
| Jahr | Ort                 | Männer    | Männer                                                | Männer    | Frauen    | Frauen                                      | Frauen    |
| Jahr | Ort                 | Datum     | Athlet                                                | Weite [m] | Datum     | Athletin                                    | Weite [m] |
| ---- | ------------------- | --------- | ----------------------------------------------------- | --------- | --------- | ------------------------------------------- | --------- |
| 2025 | Dresden             | 2. August | Julian Weber (USC Mainz)                              | 84,36     | 3. August | Kathrin Walter (TSV Bayer 04 Leverkusen)    | 56,23     |
| 2024 | Braunschweig        | 29. Juni  | Julian Weber (USC Mainz)                              | 86,63     | 30. Juni  | Christin Hussong (LAZ Zweibrücken)          | 60,53     |
| 2023 | Kassel              | 8. Juli   | Julian Weber (USC Mainz)                              | 88,72     | 9. Juli   | Christin Hussong (LAZ Zweibrücken)          | 56,79     |
| 2022 | Berlin              | 25. Juni  | Julian Weber (USC Mainz)                              | 86,61     | 26. Juni  | Lea Wipper (SC Magdeburg)                   | 60,98     |
| 2021 | Braunschweig        | 5. Juni   | Julian Weber (USC Mainz)                              | 80,33     | 5. Juni   | Christin Hussong (LAZ Zweibrücken)          | 63,60     |
| 2020 | Braunschweig        | 8. August | Johannes Vetter (LG Offenburg)                        | 87,36     | 9. August | Christin Hussong (LAZ Zweibrücken)          | 63,92     |
| 2019 | Berlin              | 4. August | Andreas Hofmann (MTG Mannheim)                        | 87,07     | 3. August | Christin Hussong (LAZ Zweibrücken)          | 65,33     |
| 2018 | Nürnberg            | 22. Juli  | Andreas Hofmann (MTG Mannheim)                        | 89,55     | 21. Juli  | Christin Hussong (LAZ Zweibrücken)          | 63,54     |
| 2017 | Erfurt              | 9. Juli   | Johannes Vetter (LG Offenburg)                        | 89,35     | 8. Juli   | Katharina Molitor (TSV Bayer 04 Leverkusen) | 61,16     |
| 2016 | Kassel              | 18. Juni  | Thomas Röhler (LC Jena)                               | 86,81     | 19. Juni  | Christin Hussong (LAZ Zweibrücken)          | 66,41     |
| 2015 | Nürnberg            | 26. Juli  | Thomas Röhler (LC Jena)                               | 84,73     | 26. Juli  | Katharina Molitor (TSV Bayer 04 Leverkusen) | 65,40     |
| 2014 | Ulm                 | 26. Juli  | Thomas Röhler (LC Jena)                               | 84,28     | 27. Juli  | Linda Stahl (TSV Bayer 04 Leverkusen)       | 63,55     |
| 2013 | Ulm                 | 6. Juli   | Thomas Röhler (LC Jena)                               | 83,56     | 7. Juli   | Linda Stahl (TSV Bayer 04 Leverkusen)       | 63,70     |
| 2012 | Bochum-Wattenscheid | 16. Juni  | Thomas Röhler (LC Jena)                               | 78,58     | 17. Juni  | Christina Obergföll (LG Offenburg)          | 65,86     |
| 2011 | Kassel              | 23. Juli  | Matthias de Zordo (SV Schlau.com Saar 05 Saarbrücken) | 81,06     | 24. Juli  | Christina Obergföll (LG Offenburg)          | 68,86     |
| 2010 | Braunschweig        | 17. Juli  | Matthias de Zordo (SV Schlau.com Saar 05 Saarbrücken) | 80,05     | 18. Juli  | Katharina Molitor (TV Wattenscheid 01)      | 64,27     |
| 2009 | Ulm                 | 6. Juli   | Mark Frank (1. LAV Rostock)                           | 82,08     | 5. Juli   | Steffi Nerius (TSV Bayer 04 Leverkusen)     | 62,47     |
| 2008 | Nürnberg            | 6. Juli   | Tino Häber (LAZ Leipzig)                              | 80,15     | 5. Juli   | Christina Obergföll (LG Offenburg)          | 62,18     |
| 2007 | Erfurt              | 22. Juli  | Stephan Steding (Hannover 96)                         | 80,44     | 21. Juli  | Christina Obergföll (LG Offenburg)          | 66,59     |
| 2006 | Ulm                 | 16. Juli  | Christian Nicolay (TV Wattenscheid 01)                | 83,72     | 15. Juli  | Steffi Nerius (TSV Bayer 04 Leverkusen)     | 65,71     |
| 2005 | Bochum-Wattenscheid | 2. Juli   | Christian Nicolay (TV Wattenscheid 01)                | 81,37     | 3. Juli   | Steffi Nerius (TSV Bayer 04 Leverkusen)     | 64,54     |
| 2004 | Braunschweig        | 11. Juli  | Boris Henry (SV Saar 05 Saarbrücken)                  | 86,36     | 10. Juli  | Steffi Nerius (TSV Bayer 04 Leverkusen)     | 62,82     |
| 2003 | Ulm                 | 29. Juni  | Boris Henry (SV Saar 05 Saarbrücken)                  | 84,92     | 29. Juni  | Steffi Nerius (TSV Bayer 04 Leverkusen)     | 64,42     |
| 2002 | Bochum-Wattenscheid | 6. Juli   | Raymond Hecht (SC Magdeburg)                          | 87,23     | 7. Juli   | Dörthe Friedrich (LG Karlsruhe)             | 64,46     |
| 2001 | Stuttgart           | 30. Juni  | Peter Blank (LG Frankfurt)                            | 88,70     | 1. Juli   | Steffi Nerius (TSV Bayer 04 Leverkusen)     | 61,26     |
| 2000 | Braunschweig        | 30. Juli  | Boris Henry (SV Saar 05 Saarbrücken)                  | 84,40     | 29. Juli  | Tanja Damaske (OSC Berlin)                  | 66,73     |
| 1999 | Erfurt              | 3. Juli   | Raymond Hecht (SC Magdeburg)                          | 86,69     | 4. Juli   | Tanja Damaske (OSC Berlin)                  | 66,91     |
| 1998 | Berlin              | 4. Juli   | Boris Henry (SV Saar 05 Saarbrücken)                  | 88,62     | 5. Juli   | Tanja Damaske (OSC Berlin)                  | 70,10     |
| 1997 | Frankfurt am Main   | 28. Juni  | Boris Henry (SV Saar 05 Saarbrücken)                  | 88,06     | 28. Juni  | Tanja Damaske (OSC Berlin)                  | 66,08     |
| 1996 | Köln                | 21. Juni  | Raymond Hecht (SC Magdeburg)                          | 89,34     | 23. Juni  | Karen Forkel (SV Halle)                     | 66,78     |
| 1995 | Bremen              | 2. Juli   | Boris Henry (SV Saar 05 Saarbrücken)                  | 88,46     | 2. Juli   | Tanja Damaske (OSC Berlin)                  | 65,94     |
| 1994 | Erfurt              | 3. Juli   | Raymond Hecht (TV Wattenscheid 01)                    | 85,88     | 3. Juli   | Karen Forkel (SV Halle)                     | 67,72     |
| 1993 | Duisburg            | 11. Juli  | Raymond Hecht (TV Wattenscheid 01)                    | 81,88     | 10. Juli  | Silke Renk (SV Halle)                       | 65,46     |
| 1992 | München             | 21. Juni  | Volker Hadwich (SC Magdeburg)                         | 82,26     | 20. Juni  | Silke Renk (SV Halle)                       | 64,40     |
| 1991 | Hannover            | 28. Juli  | Klaus Tafelmeier (LG Bayer Leverkusen)                | 82,72     | 27. Juli  | Karen Forkel (SV Halle)                     | 66,70     |

## Meister in der Bundesrepublik Deutschland bzw. der Trizone von 1948 bis 1990 (Deutscher Leichtathletik-Verband)
| Jahr | Ort               | Männer     | Männer                                 | Männer     | Frauen     | Frauen                                              | Frauen     |
| Jahr | Ort               | Datum      | Athlet                                 | Weite [m]  | Datum      | Athletin                                            | Weite [m]  |
| ---- | ----------------- | ---------- | -------------------------------------- | ---------- | ---------- | --------------------------------------------------- | ---------- |
| 1990 | Düsseldorf        | 12. August | Peter Blank (USC Mainz)                | 82,82      | 11. August | Brigitte Graune (LG Bayer Leverkusen)               | 63,58      |
| 1989 | Hamburg           | 13. August | Klaus-Peter Schneider (LG Frankfurt)   | 84,56      | 12. August | Brigitte Graune (LG Bayer Leverkusen)               | 63,94      |
| 1988 | Frankfurt am Main | 24. Juli   | Peter Blank (LG Frankfurt)             | 80,84      | 23. Juli   | Dagmar Galler (LG Bayer Leverkusen)                 | 62,60      |
| 1987 | Gelsenkirchen     | 12. Juli   | Klaus Tafelmeier (LG Bayer Leverkusen) | 86,64 (DR) | 11. Juli   | Ingrid Thyssen (LG Bayer Leverkusen)                | 63,68      |
| 1986 | Berlin            | 12. Juli   | Wolfram Gambke (LG Wedel-Pinneberg)    | 81,30      | 12. Juli   | Beate Peters (TV Wattenscheid 01)                   | 69,56 (BR) |
| 1985 | Stuttgart         | 4. August  | Klaus Tafelmeier (LG Bayer Leverkusen) | 86,66      | 3. August  | Beate Peters (OSC Thier Dortmund)                   | 64,14      |
| 1984 | Düsseldorf        | 24. Juni   | Klaus Tafelmeier (LG Bayer Leverkusen) | 90,10      | 23. Juni   | Ingrid Thyssen (LG Bayer Leverkusen)                | 65,00      |
| 1983 | Bremen            | 26. Juni   | Klaus Tafelmeier (LG Bayer Leverkusen) | 86,38      | 25. Juni   | Ingrid Thyssen (LG Bayer Leverkusen)                | 65,80      |
| 1982 | München           | 25. Juli   | Klaus Tafelmeier (LG Bayer Leverkusen) | 85,56      | 24. Juli   | Ingrid Thyssen (LG Bayer Leverkusen)                | 63,76      |
| 1981 | Gelsenkirchen     | 19. Juli   | Helmut Schreiber (USC Heidelberg)      | 86,82      | 18. Juli   | Ingrid Thyssen (LG Bayer Leverkusen)                | 60,72      |
| 1980 | Hannover          | 17. August | Michael Wessing (TV Wattenscheid 01)   | 83,94      | 16. August | Ingrid Thyssen (LG Bayer Leverkusen)                | 64,04      |
| 1979 | Stuttgart         | 12. August | Michael Wessing (TV Wattenscheid 01)   | 87,14      | 11. August | Ingrid Thyssen (LG Bayer Leverkusen)                | 60,36      |
| 1978 | Köln              | 13. August | Michael Wessing (TV Wattenscheid 01)   | 88,06      | 12. August | Eva Helmschmidt (LG Kappelberg)                     | 58,96      |
| 1977 | Hamburg           | 7. August  | Michael Wessing (TV Wattenscheid 01)   | 85,94      | 6. August  | Marion Becker, geb. Steiner (USC München)           | 61,22      |
| 1976 | Frankfurt am Main | 15. August | Michael Wessing (TV Wattenscheid 01)   | 81,90      | 14. August | Marion Becker, geb. Steiner (USC München)           | 59,76      |
| 1975 | Gelsenkirchen     | 28. Juni   | Dr. Jörg Hein (Gut Heil Neumünster)    | 79,86      | 29. Juni   | Ursula Pietschmann (Stuttgarter Kickers)            | 54,76      |
| 1974 | Hannover          | 28. Juli   | Klaus Wolfermann (SV Gendorf)          | 84,58      | 27. Juli   | Ameli Koloska, geb. Isermeyer (USC Mainz)           | 56,10      |
| 1973 | Berlin            | 21. Juli   | Klaus Wolfermann (SV Gendorf)          | 82,62      | 22. Juli   | Ameli Koloska, geb. Isermeyer (USC Mainz)           | 57,14      |
| 1972 | München           | 22. Juli   | Klaus Wolfermann (SV Gendorf)          | 85,50      | 22. Juli   | Ameli Koloska, geb. Isermeyer (USC Mainz)           | 57,12      |
| 1971 | Stuttgart         | 11. Juli   | Klaus Wolfermann (SV Gendorf)          | 84,50      | 10. Juli   | Anneliese Gerhards, geb. Jansen (TuS 04 Leverkusen) | 55,42      |
| 1970 | Berlin            | 9. August  | Klaus Wolfermann (SV Gendorf)          | 81,76      | 8. August  | Ameli Koloska, geb. Isermeyer (USC Mainz)           | 55,14      |
| 1969 | Düsseldorf        | 17. August | Klaus Wolfermann (SV Gendorf)          | 83,60      | 16. August | Ameli Koloska, geb. Isermeyer (USC Mainz)           | 56,14      |
| 1968 | Berlin            | 18. August | Hermann Salomon (USC Mainz)            | 80,50      | 17. August | Ameli Koloska, geb. Isermeyer (USC Mainz)           | 57,40      |
| 1967 | Stuttgart         | 5. August  | Hermann Salomon (USC Mainz)            | 79,83      | 5. August  | Ameli Koloska, geb. Isermeyer (VfL Wolfsburg)       | 54,20      |
| 1966 | Hannover          | 5. August  | Eugen Stumpp (TSG Balingen)            | 78,76      | 6. August  | Anneliese Gerhards, geb. Jansen (TV Lobberich)      | 54,13      |
| 1965 | Duisburg          | 6. August  | Rolf Herings (TSV Bayer 04 Leverkusen) | 78,41      | 8. August  | Anneliese Gerhards, geb. Jansen (TV Lobberich)      | 54,51      |
| 1964 | Berlin            | 8. August  | Hermann Salomon (USC Mainz)            | 77,24      | 9. August  | Anneliese Gerhards, geb. Jansen (TV Lobberich)      | 55,51      |
| 1963 | Augsburg          | 11. August | Hermann Salomon (USC Mainz)            | 82,19      | 11. August | Anneliese Gerhards, geb. Jansen (TV Lobberich)      | 53,45      |
| 1962 | Hamburg           | 29. Juli   | Hermann Salomon (USC Mainz)            | 76,89      | 28. Juli   | Anneliese Gerhards, geb. Jansen (TV Lobberich)      | 51,47      |
| 1961 | Düsseldorf        | 30. Juli   | Rolf Herings (TSV Bayer 04 Leverkusen) | 77,83      | 29. Juli   | Anneliese Gerhards, geb. Jansen (TV Lobberich)      | 51,35      |
| 1960 | Berlin            | 23. Juli   | Hermann Salomon (Hamburger SV)         | 77,54      | 24. Juli   | Erika Strößenreuther (TSV 1860 München)             | 49,35      |
| 1959 | Stuttgart         | 26. Juli   | Heinrich Will (Rendsburger TSV)        | 76,54      | 25. Juli   | Christa Dieckvoß (Ratzeburger SV)                   | 48,76      |
| 1958 | Hannover          | 20. Juli   | Heinrich Will (Rendsburger TSV)        | 74,82      | 19. Juli   | Jutta Neumann, geb. Krüger (OSC Berlin)             | 52,35      |
| 1957 | Düsseldorf        | 18. August | Heinrich Will (Rendsburger TSV)        | 76,75      | 17. August | Almut Brömmel (TSV 1860 München)                    | 50,23      |
| 1956 | Berlin            | 19. August | Gerhard Keller (TSV Süßen)             | 73,36      | 18. August | Almut Brömmel (TSV 1860 München)                    | 49,63      |
| 1955 | Frankfurt am Main | 6. August  | Heinrich Will (Rendsburger TSV)        | 72,64      | 6. August  | Almut Brömmel (TSV 1860 München)                    | 47,83      |
| 1954 | Hamburg           | 7. August  | Herbert Koschel (TuS Rot-Weiß Koblenz) | 68,48      | 7. August  | Jutta Krüger (OSC Berlin)                           | 49,67 (DR) |
| 1953 | Augsburg          | 25. Juli   | Herbert Koschel (TuS Rot-Weiß Koblenz) | 69,05      | 26. Juli   | Marlies Müller (TuS Rot-Weiß Koblenz)               | 46,78      |
| 1952 | Berlin            | 28. Juni   | Herbert Koschel (TuS Rot-Weiß Koblenz) | 66,73      | 29. Juni   | Jutta Krüger (SSC Südwest Berlin)                   | 44,35      |
| 1951 | Düsseldorf        | 28. Juli   | Emil Sick (Stuttgarter Kickers)        | 69,54      | 29. Juli   | Marlies Müller (TuS Rot-Weiß Koblenz)               | 46,49      |
| 1950 | Stuttgart         | 6. August  | Emil Sick (Stuttgarter Kickers)        | 63,52      | 6. August  | Marlies Müller (TuS Rot-Weiß Koblenz)               | 44,26      |
| 1949 | Bremen            | 7. August  | Emil Sick (Stuttgarter Kickers)        | 62,10      | 7. August  | Inge Wolf, geb. Plank (1. FC Nürnberg)              | 43,68      |
| 1948 | Nürnberg          | 15. August | Heinrich Will (Rendsburger TSV)        | 60,50      | 15. August | Inge Wolf, geb. Plank (1. FC Nürnberg)              | 45,69      |

## Meister in derDDRbzw. derSBZvon 1948 bis 1990 (DVfL)
| Jahr | Ort                        | Datum                | Männer                                   | Männer    | Frauen                                             | Frauen    |
| Jahr | Ort                        | Datum                | Athlet                                   | Weite [m] | Athletin                                           | Weite [m] |
| ---- | -------------------------- | -------------------- | ---------------------------------------- | --------- | -------------------------------------------------- | --------- |
| 1990 |                            |                      | Raymond Hecht (SC Magdeburg)             |           | Karen Forkel (SC Magdeburg)                        |           |
| 1989 | Neubrandenburg             |                      | Volker Hadwich (SC Magdeburg)            |           | Petra Felke (SC Motor Jena)                        |           |
| 1988 |                            |                      | Silvio Warsönke (SC Cottbus)             |           | Petra Felke (SC Motor Jena)                        |           |
| 1987 |                            |                      | Detlef Michel (TSC Berlin)               |           | Petra Felke (SC Motor Jena)                        |           |
| 1986 |                            |                      | Detlef Michel (TSC Berlin)               |           | Petra Felke (SC Motor Jena)                        |           |
| 1985 | Leipzig                    | 9. bis 11. August    | Uwe Hohn (ASK Vorwärts Potsdam)          | 85,78     | Petra Felke (SC Motor Jena)                        | 72,96     |
| 1984 | Erfurt                     | 1. bis 3. Juni       | Uwe Hohn (ASK Vorwärts Potsdam)          | 93,80     | Petra Felke (SC Motor Jena)                        | 65,90     |
| 1983 | Karl-Marx-Stadt / Chemnitz | 16. bis 18. Juni     | Detlef Michel (TSC Berlin)               | 88,12     | Antje Kempe (SC Motor Jena)                        | 68,42     |
| 1982 | Dresden                    | 30. Juni bis 3. Juli | Detlef Michel (TSC Berlin)               | 88,50     | Ute Richter (SC Einheit Dresden)                   | 64,62     |
| 1981 | Jena                       | 7. bis 9. August     | Gerald Weiß (SC Traktor Schwerin)        | 89,56     | Rositha Potreck (SC Traktor Schwerin)              | 66,08     |
| 1980 | Cottbus                    | 16. bis 18. Juli     | Detlef Michel (TSC Berlin)               | 88,68     | Ruth Fuchs, geb. Gamm (SC Karl-Marx-Stadt)         | 67,46     |
| 1979 | Karl-Marx-Stadt / Chemnitz | 9. bis 12. August    | Detlef Michel (TSC Berlin)               | 88,26     | Ruth Fuchs, geb. Gamm (SC Karl-Marx-Stadt)         | 66,50     |
| 1978 |                            |                      | Wolfgang Hanisch (SC Chemie Halle)       |           | Ruth Fuchs, geb. Gamm (SC Karl-Marx-Stadt)         |           |
| 1977 |                            |                      | Wolfgang Hanisch (SC Chemie Halle)       |           | Ruth Fuchs, geb. Gamm (SC Karl-Marx-Stadt)         |           |
| 1976 |                            |                      | Wolfgang Hanisch (SC Chemie Halle)       |           | Ruth Fuchs, geb. Gamm (SC Karl-Marx-Stadt)         |           |
| 1975 |                            |                      | Detlef Michel (TSC Berlin)               |           | Ruth Fuchs, geb. Gamm (SC Karl-Marx-Stadt)         |           |
| 1974 |                            |                      | Manfred Ahlert (SC Magdeburg)            |           | Jacqueline Todten (SC Dynamo Berlin)               |           |
| 1973 |                            |                      | Manfred Stolle (ASG Vorwärts Babelsberg) |           | Ruth Fuchs, geb. Gamm (SC Karl-Marx-Stadt)         |           |
| 1972 |                            |                      | Manfred Stolle (ASK Vorwärts Berlin)     |           | Ruth Fuchs, geb. Gamm (SC Karl-Marx-Stadt)         |           |
| 1971 |                            |                      | Manfred Stolle (ASK Vorwärts Berlin)     |           | Ruth Fuchs, geb. Gamm (SC Karl-Marx-Stadt)         |           |
| 1970 |                            |                      | Manfred Stolle (ASK Vorwärts Berlin)     |           | Ruth Fuchs, geb. Gamm (SC Karl-Marx-Stadt)         |           |
| 1969 |                            |                      | Manfred Stolle (ASK Vorwärts Berlin)     |           | Helga Börner (TSC Berlin)                          |           |
| 1968 |                            |                      | Manfred Stolle (ASK Vorwärts Berlin)     |           | Helga Schulze (SC DHfK Leipzig)                    |           |
| 1967 |                            |                      | Manfred Stolle (ASK Vorwärts Berlin)     |           | Ruth Fuchs, geb. Gamm (SC Karl-Marx-Stadt)         |           |
| 1966 |                            |                      | Horst Bade (ASK Vorwärts Berlin)         |           | Marion Lüttge, geb. Gräfe (SC DHfK Leipzig)        |           |
| 1965 |                            |                      | Manfred Stolle (ASK Vorwärts Berlin)     |           | Helga Schulze (SC DHfK Leipzig)                    |           |
| 1964 |                            |                      | Horst Bade (ASK Vorwärts Berlin)         |           | Ingeborg Schwalbe, geb. Günther (SC Dynamo Berlin) |           |
| 1963 |                            |                      | Horst Bade (ASK Vorwärts Berlin)         |           | Marion Gräfe (SC DHfK Leipzig)                     |           |
| 1962 |                            |                      | Wolfgang Frommhagen (SC Dynamo Berlin)   |           | Marion Gräfe (SC DHfK Leipzig)                     |           |
| 1961 |                            |                      | Erich Ahrendt (SC Dynamo Berlin)         |           | Christa Ranke (SC Wismut Karl-Marx-Stadt)          |           |
| 1960 |                            |                      | Walter Krüger (SC Traktor Schwerin)      |           | Christa Ranke (SC Wismut Karl-Marx-Stadt)          |           |
| 1959 |                            |                      | Ekkehart Zugehör (ASK Vorwärts Berlin)   |           | Ursula Behr (SC Dynamo Berlin)                     |           |
| 1958 |                            |                      | Klaus Frost (SC DHfK Leipzig)            |           | Ingeborg Günther (SC Dynamo Berlin)                |           |
| 1957 |                            |                      | Klaus Frost (SC DHfK Leipzig)            |           | Ingeborg Günther (SC Dynamo Berlin)                |           |
| 1956 | Erfurt                     |                      | Klaus Frost (SC DHfK Leipzig)            |           | Irmgard Müller (SC Rotation Leipzig)               |           |
| 1955 |                            |                      | Klaus Frost (SC DHfK Leipzig)            |           | Irmgard Müller (SC Rotation Leipzig)               |           |
| 1954 |                            |                      | Klaus Frost (SC DHfK Leipzig)            |           | Ingeborg Günther (Motor Zeiss Jena)                |           |
| 1953 |                            |                      | Karl Kröniger (BSG Empor Lindenau)       |           | Irmgard Müller (BSG Empor Lindenau)                |           |
| 1952 |                            |                      | Karl Kröniger (BSG Empor Lindenau)       |           | Jutta Eisenkolb (SC DHfK Leipzig)                  |           |
| 1951 | Erfurt                     | 13. bis 15. Juli     | H. Schlegel (Motor Zeiss Jena)           |           | I. Voigt (Motor Zeiss Jena)                        |           |
| 1950 |                            |                      | Karl Kröniger (BSG Empor Lindenau)       |           | F. Schmidt (NO Berlin)                             |           |
| 1949 |                            |                      | H. Schlegel (Jena)                       |           | L. Krüger (Dresden)                                |           |
| 1948 |                            |                      | Karl Kröniger (Leipzig)                  |           | L. Krüger (Dresden)                                |           |

### BeidarmigerSpeerwurf1924 bis 1928
Der beidarmige Speerwurf wurde nur für Männer ausgetragen.
| Jahr | Ort        | Datum      | Athlet                               | Weite [m] |
| ---- | ---------- | ---------- | ------------------------------------ | --------- |
| 1928 | Düsseldorf | 15. Juli   | Erich Stoschek (TV Vorwärts Breslau) | 103,85    |
| 1927 | Berlin     | 17. Juli   | Herbert Molles (VfK Königsberg)      | 098,01    |
| 1926 | Leipzig    | 8. August  | Walter Lüdeke (DSC Berlin)           | 098,66    |
| 1925 | Berlin     | 9. August  | Walther Schnurr (Atos Berlin)        | 095,81    |
| 1924 | Stettin    | 10. August | Walter Lüdeke (DSC Berlin)           | 093,08    |

## Deutsche Meister 1898 bis 1947 (DLV)
| Jahr | Männer                                                      | Männer                                                      | Männer                                                      | Männer                                                      | Frauen                                                                   | Frauen                                                                   | Frauen                                                                   | Frauen                                                                   |
| Jahr | Ort                                                         | Datum                                                       | Athlet                                                      | Weite [m]                                                   | Ort                                                                      | Datum                                                                    | Athletin                                                                 | Weite [m]                                                                |
| ---- | ----------------------------------------------------------- | ----------------------------------------------------------- | ----------------------------------------------------------- | ----------------------------------------------------------- | ------------------------------------------------------------------------ | ------------------------------------------------------------------------ | ------------------------------------------------------------------------ | ------------------------------------------------------------------------ |
| 1947 | Köln                                                        | 10. August                                                  | Helmut Wilshaus (Hammer SpVg. 03/04)                        | 65,76                                                       | Köln                                                                     | 10. August                                                               | Inge Wolf, geb. Plank (1. FC Nürnberg)                                   | 42,83                                                                    |
| 1946 | Frankfurt/M.                                                | 25. August                                                  | Willi Haas (SV Saulgau)                                     | 56,97                                                       | Frankfurt/M.                                                             | 25. August                                                               | Liesel Hillebrandt (TK Hannover)                                         | 42,29                                                                    |
| 1945 | kriegsbedingt keine Deutschen Leichtathletikmeisterschaften | kriegsbedingt keine Deutschen Leichtathletikmeisterschaften | kriegsbedingt keine Deutschen Leichtathletikmeisterschaften | kriegsbedingt keine Deutschen Leichtathletikmeisterschaften | kriegsbedingt keine Deutschen Leichtathletikmeisterschaften              | kriegsbedingt keine Deutschen Leichtathletikmeisterschaften              | kriegsbedingt keine Deutschen Leichtathletikmeisterschaften              | kriegsbedingt keine Deutschen Leichtathletikmeisterschaften              |
| 1944 | kriegsbedingt keine Deutschen Leichtathletikmeisterschaften | kriegsbedingt keine Deutschen Leichtathletikmeisterschaften | kriegsbedingt keine Deutschen Leichtathletikmeisterschaften | kriegsbedingt keine Deutschen Leichtathletikmeisterschaften | kriegsbedingt keine Deutschen Leichtathletikmeisterschaften              | kriegsbedingt keine Deutschen Leichtathletikmeisterschaften              | kriegsbedingt keine Deutschen Leichtathletikmeisterschaften              | kriegsbedingt keine Deutschen Leichtathletikmeisterschaften              |
| 1943 | Berlin                                                      | 25. Juli                                                    | Fritz Stracke (TV Jahn Dellwig)                             | 63,35                                                       | Berlin                                                                   | 24. Juli                                                                 | Inge Wolf, geb. Plank (1. FC Nürnberg)                                   | 45,44                                                                    |
| 1942 | Berlin                                                      | 26. Juli                                                    | Erwin Pektor (Wiener AC)                                    | 65,68                                                       | Berlin                                                                   | 25. Juli                                                                 | Herma Bauma (SC Danubia Wien)                                            | 46,23                                                                    |
| 1941 | Berlin                                                      | 20. Juli                                                    | Karl-Heinz Berg (TSV 1867 Leipzig)                          | 69,36                                                       | Berlin                                                                   | 19. Juli                                                                 | Inge Wolf, geb. Plank (1. FC Nürnberg)                                   | 43,72                                                                    |
| 1940 | Berlin                                                      | 11. August                                                  | Karl-Heinz Berg (Luftwaffen SV Berlin)                      | 67,73                                                       | Berlin                                                                   | 11. August                                                               | Lisa Gelius (TS Jahn München)                                            | 42,50                                                                    |
| 1939 | Berlin                                                      | 9. Juli                                                     | Karl-Heinz Berg (TSV 1867 Leipzig)                          | 69,48                                                       | Berlin                                                                   | 9. Juli                                                                  | Lisa Gelius (TS Jahn München)                                            | 44,34                                                                    |
| 1938 | Breslau                                                     | 28. Juli                                                    | Gerhard Stöck (SCC Berlin)                                  | 69,50                                                       | Breslau                                                                  | 30. Juli                                                                 | Lisa Gelius (TS Jahn München)                                            | 44,00                                                                    |
| 1937 | Berlin                                                      | 25. Juli                                                    | Hans Laqua (VfB Breslau)                                    | 64,58                                                       | Berlin                                                                   | 25. Juli                                                                 | Lisa Gelius (TS Jahn München)                                            | 43,30                                                                    |
| 1936 | Berlin                                                      | 12. Juli                                                    | Gottfried Weimann (KTV Wittenberg)                          | 72,24                                                       | Berlin                                                                   | 12. Juli                                                                 | Tilly Fleischer (Eintracht Frankfurt)                                    | 44,56                                                                    |
| 1935 | Berlin                                                      | 4. August                                                   | Gottfried Weimann (SC Wacker Leipzig)                       | 69,09                                                       | Berlin                                                                   | 5. August                                                                | Gerda Goldmann (SCC Berlin)                                              | 42,32                                                                    |
| 1934 | Nürnberg                                                    | 28. Juli                                                    | Gottfried Weimann (SC Wacker Leipzig)                       | 68,36                                                       | Nürnberg                                                                 | 28. Juli                                                                 | Luise Krüger (Dresdner SC)                                               | 43,48                                                                    |
| 1933 | Köln                                                        | 13. August                                                  | Gottfried Weimann (SC Wacker Leipzig)                       | 69,25                                                       | Weimar                                                                   | 20. August                                                               | Liesel Schumann (Schw.-Weiß Essen)                                       | 39,35                                                                    |
| 1932 | Hannover                                                    | 3. Juli                                                     | Gottfried Weimann (SC Wacker Leipzig)                       | 67,23                                                       | Berlin                                                                   | 3. Juli                                                                  | Tilly Fleischer (Eintracht Frankfurt)                                    | 44,07                                                                    |
| 1931 | Berlin                                                      | 2. August                                                   | Bruno Mäser (SpVgg ASCO Königsberg)                         | 63,65                                                       | Magdeburg                                                                | 2. August                                                                | Ellen Braumüller (DOSC Berlin)                                           | 39,85                                                                    |
| 1930 | Berlin                                                      | 3. August                                                   | Bruno Mäser (SpVgg ASCO Königsberg)                         | 62,94                                                       | Lennep                                                                   | 2. August                                                                | Auguste Hargus (LBV Phönix Lübeck)                                       | 40,22                                                                    |
| 1929 | Breslau                                                     | 21. Juli                                                    | Herbert Molles (VfK Königsberg)                             | 62,85                                                       | Frankfurt/M.                                                             | 20. Juli                                                                 | Marta Jacobs (SCC Berlin)                                                | 38,24                                                                    |
| 1928 | Düsseldorf                                                  | 15. Juli                                                    | Bruno Schlokat (SC Preußen Insterburg)                      | 62,37                                                       | Berlin                                                                   | 14. Juli                                                                 | Ruth Lautemann (SCC Berlin)                                              | 37,32                                                                    |
| 1927 | Berlin                                                      | 17. Juli                                                    | Herbert Molles (VfK Königsberg)                             | 56,50                                                       | Breslau                                                                  | 7. August                                                                | Auguste Hargus (LBV Phönix Lübeck)                                       | 34,59                                                                    |
| 1926 | Leipzig                                                     | 8. August                                                   | Kurt Zimmermann (VfB Breslau)                               | 57,96                                                       | Braunschweig                                                             | 22. August                                                               | Auguste Hargus (LBV Phönix Lübeck)                                       | 32,30                                                                    |
| 1925 | Berlin                                                      | 9. August                                                   | Walter Lüdeke (DSC Berlin)                                  | 55,71                                                       | Leipzig                                                                  | 6. September                                                             | Margarete Riewe (SCC Berlin)                                             | 30,04                                                                    |
| 1924 | Stettin                                                     | 10. August                                                  | Kurt Zimmermann (VfB Breslau)                               | 56,83                                                       | Stettin                                                                  | 9. August                                                                | Wally Wittmann (SCC Berlin)                                              | 35,69                                                                    |
| 1923 | Frankfurt/M.                                                | 19. August                                                  | Walter Lüdeke (DSC Berlin)                                  | 58,93                                                       | Frankfurt/M.                                                             | 18. August                                                               | Erna Pröschold (TV Jahn Minden)                                          | 33,73                                                                    |
| 1922 | Duisburg                                                    | 20. August                                                  | Walter Lüdeke (DSC Berlin)                                  | 54,23                                                       | Duisburg                                                                 | 18. August                                                               | Maria Grehl (TuS Duisburg 1848)                                          | 32,92                                                                    |
| 1921 | Hamburg                                                     | 20. August                                                  | Heinrich Buchgeister (SC Charlottenburg)                    | 60,73                                                       | Hamburg                                                                  | 20./21. Aug.                                                             | Wettbewerb für Frauen noch nicht im Meisterschaftsprogramm               | Wettbewerb für Frauen noch nicht im Meisterschaftsprogramm               |
| 1920 | Dresden                                                     | 14. Aug.                                                    | Heinrich Buchgeister (SC Münster 08)                        | 58,18                                                       | Dresden                                                                  | 14./15. August                                                           | Wettbewerb für Frauen noch nicht im Meisterschaftsprogramm               | Wettbewerb für Frauen noch nicht im Meisterschaftsprogramm               |
| 1919 | Nürnberg                                                    | 24. August                                                  | Walter Lüdeke (Berliner SC)                                 | 48,10                                                       | Deutsche Leichtathletikmeisterschaften für Frauen noch nicht ausgetragen | Deutsche Leichtathletikmeisterschaften für Frauen noch nicht ausgetragen | Deutsche Leichtathletikmeisterschaften für Frauen noch nicht ausgetragen | Deutsche Leichtathletikmeisterschaften für Frauen noch nicht ausgetragen |
| 1918 | Berlin                                                      | 25. August                                                  | Walter Lüdeke (Turngesellsch. Steglitz Berlin)              | 48,45                                                       | Deutsche Leichtathletikmeisterschaften für Frauen noch nicht ausgetragen | Deutsche Leichtathletikmeisterschaften für Frauen noch nicht ausgetragen | Deutsche Leichtathletikmeisterschaften für Frauen noch nicht ausgetragen | Deutsche Leichtathletikmeisterschaften für Frauen noch nicht ausgetragen |
| 1917 | Berlin                                                      | 5. August                                                   | Heinrich Buchgeister (SC Charlottenburg)                    | 52,53                                                       | Deutsche Leichtathletikmeisterschaften für Frauen noch nicht ausgetragen | Deutsche Leichtathletikmeisterschaften für Frauen noch nicht ausgetragen | Deutsche Leichtathletikmeisterschaften für Frauen noch nicht ausgetragen | Deutsche Leichtathletikmeisterschaften für Frauen noch nicht ausgetragen |
| 1916 | Leipzig                                                     | 27. August                                                  | Erich Herbst (BFC Preussen Berlin)                          | 47,49                                                       | Deutsche Leichtathletikmeisterschaften für Frauen noch nicht ausgetragen | Deutsche Leichtathletikmeisterschaften für Frauen noch nicht ausgetragen | Deutsche Leichtathletikmeisterschaften für Frauen noch nicht ausgetragen | Deutsche Leichtathletikmeisterschaften für Frauen noch nicht ausgetragen |
| 1915 | Berlin                                                      | 19. Sept.                                                   | Richard Kahl (VfB Leipzig)                                  | 45,29                                                       | Deutsche Leichtathletikmeisterschaften für Frauen noch nicht ausgetragen | Deutsche Leichtathletikmeisterschaften für Frauen noch nicht ausgetragen | Deutsche Leichtathletikmeisterschaften für Frauen noch nicht ausgetragen | Deutsche Leichtathletikmeisterschaften für Frauen noch nicht ausgetragen |
| 1914 | kriegsbedingt keine Deutschen Leichtathletikmeisterschaften | kriegsbedingt keine Deutschen Leichtathletikmeisterschaften | kriegsbedingt keine Deutschen Leichtathletikmeisterschaften | kriegsbedingt keine Deutschen Leichtathletikmeisterschaften | Deutsche Leichtathletikmeisterschaften für Frauen noch nicht ausgetragen | Deutsche Leichtathletikmeisterschaften für Frauen noch nicht ausgetragen | Deutsche Leichtathletikmeisterschaften für Frauen noch nicht ausgetragen | Deutsche Leichtathletikmeisterschaften für Frauen noch nicht ausgetragen |
| 1913 | Breslau                                                     | 17. August                                                  | Heinrich Buchgeister (SC Charlottenburg)                    | 44,85                                                       | Deutsche Leichtathletikmeisterschaften für Frauen noch nicht ausgetragen | Deutsche Leichtathletikmeisterschaften für Frauen noch nicht ausgetragen | Deutsche Leichtathletikmeisterschaften für Frauen noch nicht ausgetragen | Deutsche Leichtathletikmeisterschaften für Frauen noch nicht ausgetragen |
| 1912 | Duisburg                                                    | 18. August                                                  | Erich Zimmermann (Eintracht Braunschweig)                   | 50,97                                                       | Deutsche Leichtathletikmeisterschaften für Frauen noch nicht ausgetragen | Deutsche Leichtathletikmeisterschaften für Frauen noch nicht ausgetragen | Deutsche Leichtathletikmeisterschaften für Frauen noch nicht ausgetragen | Deutsche Leichtathletikmeisterschaften für Frauen noch nicht ausgetragen |
| 1911 | Dresden                                                     | 20. August                                                  | Paul Willführ (Berliner SC)                                 | 50,72                                                       | Deutsche Leichtathletikmeisterschaften für Frauen noch nicht ausgetragen | Deutsche Leichtathletikmeisterschaften für Frauen noch nicht ausgetragen | Deutsche Leichtathletikmeisterschaften für Frauen noch nicht ausgetragen | Deutsche Leichtathletikmeisterschaften für Frauen noch nicht ausgetragen |